# Urška Hrovat
Urška Hrovat (ur. 18 lutego 1974 w Lublanie) – słoweńska narciarka alpejska specjalizująca się w slalomie, brązowa medalistka mistrzostw świata.

## Kariera
Po raz pierwszy na arenie międzynarodowej pojawiła się w 1990 roku, startując na mistrzostwach świata juniorów w Zinal, gdzie jej najlepszym wynikiem było szóste miejsce w slalomie. Na rozgrywanych rok później mistrzostwach świata juniorów w Geilo zwyciężyła w tej konkurencji, a w kombinacji zajęła drugie miejsce. Złoty medal w slalomie wywalczyła również podczas mistrzostw świata juniorów w Mariborze w 1992 roku, na mistrzostwach świata juniorów w Montecampione rok później była trzecia w tej konkurencji.
Pierwsze punkty w zawodach Pucharu Świata zdobyła 14 stycznia 1992 roku w Hinterstoder, zajmując 20. miejsce w slalomie. Na podium zawodów pucharowych po raz pierwszy stanęła 28 listopada 1993 roku w Santa Caterina, kończąc rywalizację w tej konkurencji na trzeciej pozycji. W zawodach tych wyprzedziły ją jedynie Vreni Schneider ze Szwajcarii i Austriaczka Anita Wachter. Łącznie 14 razy stawała na podium, odnosząc przy tym pięć zwycięstw: 22 stycznia 1994 roku w Mariborze, 30 grudnia 1994 roku w Meribel, 14 stycznia 1996 roku w Garmisch-Partenkirchen, 14 marca 1998 roku w Crans-Montana i 21 listopada 1998 roku w Park City triumfowała w slalomie. Najlepsze wyniki osiągnęła w sezonie 1997/1998, kiedy to w klasyfikacji generalnej zajęła dziewiąte miejsce. Ponadto w sezonie 1995/1996 była druga w klasyfikacji slalomu, a w sezonie 1993/1994 zajęła w niej trzecie miejsce.
W 1993 roku wystąpiła na mistrzostwach świata w Morioce, gdzie zajęła 26. miejsce w slalomie i 27. miejsce w gigancie. Największy sukces osiągnęła na mistrzostwach świata w Sierra Nevada w 1996 roku, gdzie zdobyła brązowy medal w slalomie. Uplasowała się tam za Pernillą Wiberg ze Szwecji i Francuzką Patricią Chauvet. Był to jej jedyny medal wywalczony na międzynarodowej imprezie tej rangi. W tej samej konkurencji była też siódma podczas mistrzostw świata w Vail/Beaver Creek trzy lata później. W 1992 roku wystartowała na igrzyskach olimpijskich w Albertville była dziesiąta w slalomie, a w supergigancie została zdyskwalifikowana. Podczas rozgrywanych dwa lata później igrzysk w Lillehammer jej najlepszym wynikiem było ósme miejsce w slalomie. Brała też udział w igrzyskach olimpijskich w Nagano w 1998 roku, gdzie w gigancie była osiemnasta, a rywalizacji w slalomie nie ukończyła.
W 2001 roku zakończyła karierę.

## Osiągnięcia

### Igrzyska olimpijskie
| Miejsce | Dzień     | Rok  | Miejscowość | Konkurencja | Czas biegu | Strata | Zwyciężczyni       |
| ------- | --------- | ---- | ----------- | ----------- | ---------- | ------ | ------------------ |
| DSQ     | 18 lutego | 1992 | Albertville | Supergigant | 1:21,22    | -      | Deborah Compagnoni |
| 10.     | 20 lutego | 1992 | Albertville | Slalom      | 1:32,68    | +1,82  | Petra Kronberger   |
| 26.     | 15 lutego | 1994 | Lillehammer | Supergigant | 1:22,15    | +2,34  | Diann Roffe        |
| 14.     | 21 lutego | 1994 | Lillehammer | Kombinacja  | 3:05,16    | +9,59  | Pernilla Wiberg    |
| 20.     | 24 lutego | 1994 | Lillehammer | Gigant      | 2:30,97    | +7,19  | Deborah Compagnoni |
| 8.      | 26 lutego | 1994 | Lillehammer | Slalom      | 1:56,01    | +2,06  | Vreni Schneider    |
| DNF2    | 19 lutego | 1998 | Nagano      | Slalom      | 1:32,40    | -      | Hilde Gerg         |
| 18.     | 20 lutego | 1998 | Nagano      | Gigant      | 2:50,59    | +6,85  | Deborah Compagnoni |

### Mistrzostwa świata
| Miejsce | Dzień     | Rok  | Miejscowość       | Konkurencja | Czas biegu | Strata | Zwyciężczyni          |
| ------- | --------- | ---- | ----------------- | ----------- | ---------- | ------ | --------------------- |
| DNF2    | 1 lutego  | 1991 | Saalbach          | Slalom      | 1:25,90    | -      | Vreni Schneider       |
| 26.     | 9 lutego  | 1993 | Morioka           | Slalom      | 1:27,66    | +6,22  | Karin Buder           |
| 27.     | 10 lutego | 1993 | Morioka           | Gigant      | 2:17,59    | +6,78  | Carole Merle          |
| DNS     | 14 lutego | 1993 | Morioka           | Supergigant | 1:33,52    | -      | Katja Seizinger       |
| 11.     | 22 lutego | 1996 | Sierra Nevada     | Gigant      | 2:10,74    | +3,09  | Deborah Compagnoni    |
| 3.      | 24 lutego | 1996 | Sierra Nevada     | Slalom      | 1:31,46    | +0,87  | Pernilla Wiberg       |
| DNF1    | 11 lutego | 1999 | Vail/Beaver Creek | Gigant      | 2:08,54    | -      | Alexandra Meissnitzer |
| 7.      | 13 lutego | 1999 | Vail/Beaver Creek | Slalom      | 1:33,97    | +1,26  | Zali Steggall         |
| 10.     | 7 lutego  | 2001 | St. Anton         | Slalom      | 1:32,95    | +3,22  | Anja Pärson           |

### Mistrzostwa świata juniorów
| Miejsce | Dzień       | Rok  | Miejscowość   | Konkurencja | Czas biegu | Strata | Zwyciężczyni          |
| ------- | ----------- | ---- | ------------- | ----------- | ---------- | ------ | --------------------- |
| 28.     | 21 marca    | 1990 | Zinal         | Zjazd       | 1:25,48    | +7,13  | Swietłana Gładyszewa  |
| 25.     | 22 marca    | 1990 | Zinal         | Supergigant | 1:10,12    | +6,46  | Katja Seizinger       |
| 6.      | 24 marca    | 1990 | Zinal         | Slalom      | 1:06,79    | +1,78  | Katrin Neuenschwander |
| 22.     | 8 kwietnia  | 1991 | Geilo         | Supergigant | 1:15,16    | +2,23  | Julie Lunde Hansen    |
| 18.     | 11 kwietnia | 1991 | Geilo         | Zjazd       | 1:08,87    | +1,42  | Céline Dätwyler       |
| 8.      | 12 kwietnia | 1991 | Geilo         | Gigant      | 2:09,95    | +1,39  | Sabina Panzanini      |
| 1.      | 14 kwietnia | 1991 | Geilo         | Slalom      | 1:20,21    | -      | -                     |
| 2.      | 14 kwietnia | 1991 | Geilo         | Kombinacja  | ?          | ?      | Cornelia Meusburger   |
| 28.     | 25 lutego   | 1992 | Maribor       | Zjazd       | 1:21,68    | +2,46  | Céline Dätwyler       |
| 10.     | 26 lutego   | 1992 | Maribor       | Supergigant | 1:20,66    | +2,11  | Regina Häusl          |
| 11.     | 27 lutego   | 1992 | Maribor       | Gigant      | 1:56,37    | +2,09  | Regina Häusl          |
| 1.      | 29 lutego   | 1992 | Maribor       | Slalom      | 1:17,03    | -      | -                     |
| 5.      | 29 lutego   | 1992 | Maribor       | Kombinacja  | ?          | ?      | Erika Hansson         |
| 3.      | 4 marca     | 1993 | Montecampione | Slalom      | 1:16,22    | +1,06  | Morena Gallizio       |
| 21.     | 5 marca     | 1993 | Montecampione | Supergigant | 1:39,23    | +3,06  | Isolde Kostner        |
| 9.      | 7 marca     | 1993 | Montecampione | Gigant      | 2:06,03    | +2,64  | Karin Roten           |
| 4.      | 7 marca     | 1993 | Montecampione | Kombinacja  | ?          | ?      | Morena Gallizio       |

### Puchar Świata

#### Miejsca w klasyfikacji generalnej
- sezon 1991/1992: 58.
- sezon 1992/1993: 51.
- sezon 1993/1994: 10.
- sezon 1994/1995: 10.
- sezon 1995/1996: 14.
- sezon 1996/1997: 12.
- sezon 1997/1998: 9.
- sezon 1998/1999: 30.
- sezon 1999/2000: 53.
- sezon 2000/2001: 47.

#### Miejsca na podium w zawodach
1. Santa Caterina – 28 listopada 1993 (slalom) – 3. miejsce
2. Maribor – 22 stycznia 1994 (slalom) – 1. miejsce
3. Maribor – 23 stycznia 1994 (slalom) – 3. miejsce
4. Meribel – 30 grudnia 1994 (slalom) – 1. miejsce
5. Bormio – 18 marca 1995 (gigant) – 3. miejsce
6. Bormio – 19 marca 1995 (slalom) – 3. miejsce
7. St. Anton – 17 grudnia 1995 (slalom) – 2. miejsce
8. Veysonnaz – 22 grudnia 1995 (slalom) – 2. miejsce
9. Garmisch-Partenkirchen – 14 stycznia 1996 (slalom) – 1. miejsce
10. Maribor – 4 stycznia 1997 (slalom) – 2. miejsce
11. Val d’Isère – 20 grudnia 1997 (slalom) – 3. miejsce
12. Lienz – 27 grudnia 1997 (slalom) – 3. miejsce
13. Crans-Montana – 14 marca 1998 (slalom) – 1. miejsce
14. Park City – 21 listopada 1998 (slalom) – 1. miejsce